# Hachem Abbès
Hachem Abbès, Haszim Abbas, arab. هاشم عباس (ur. 1 grudnia 1986 w Safakisie) – tunezyjski piłkarz występujący na pozycjach: środkowego pomocnika defensywnego oraz lewego lub środkowego obrońcy. 

## Życiorys
Abbès jest wychowankiem zespołu Stade Gabèsien. Sezon 2007/08 był pierwszym w historii w najwyższej lidze krajowej dla klubu, a obrońca zagrał dwa mecze, strzelając jedną bramkę. Od kolejnego sezonu Abbès był zawodnikiem Club Sportif Sfaxien, z którym zdobył puchar kraju, Afrykański Puchar Konfederacji oraz awansował do rozgrywek Arabskiej Ligi Mistrzów. Nie był jednak zawodnikiem pierwszego składu, a po rozegraniu zaledwie 7 spotkań został wypożyczony do innego pierwszoligowca – Espérance Zarzis, gdzie przez rok był podstawowym graczem klubu.
Na sezon 2010/11 Abbès wrócił do CS Sfaxien i strzelił swoje pierwsze bramki dla tego klubu (1:3 z Espérance Tunis i 2:1 z AS Marsa).
31 sierpnia 2011 roku Abbès podpisał kontrakt z Widzewem. Do Łodzi zawodnik został wypożyczony na pół roku z opcją pierwokupu. Pierwszy mecz w nowych barwach rozegrał 28 września w ramach 1/16 finału Pucharu Polski z OKS 1945 Olsztyn (1:0). 11 marca 2012 roku Tunezyjczyk zdobył pierwszą bramkę dla Widzewa w meczu 21. kolejki Ekstraklasy z GKS-em Bełchatów.
W styczniu 2014 podpisał kontrakt z tunezyjskim klubem Stade Tunisien.

## Statystyki
| Sezon       | Klub             | Kraj    | Rozgrywki            | Mecze | Bramki |
| ----------- | ---------------- | ------- | -------------------- | ----- | ------ |
| 2007/08     | Stade Gabèsien   | Tunezja | CLP-1                | 2     | 1      |
| 2008/09     | CS Sfaxien       | Tunezja | CLP-1                | 6     | 0      |
| 2009/10 (j) | CS Sfaxien       | Tunezja | CLP-1                | 1     | 0      |
| 2009/10     | Espérance Zarzis | Tunezja | CLP-1                | 18    | 0      |
| 2010/11     | CS Sfaxien       | Tunezja | CLP-1                | 13    | 2      |
| 2011/12     | Widzew Łódź      | Polska  | T-Mobile Ekstraklasa | 18    | 1      |
| 2012/13     | Widzew Łódź      | Polska  | T-Mobile Ekstraklasa | 13    | 0      |